# Alexandreion (Priene)
Alexandreion (Santuario/Casa de Alejandro Magno, en griego antiguo: Ἀλεξανδρεῖον) fue un santuario dedicado a Alejandro Magno en la Antigüedad, posiblemente una casa particular convertida en santuario, en Priene en Asia Occidental, actual Turquía.
El edificio, que suele interpretarse como el Alexandreion, estaba situado en la parte occidental de la ciudad, en la tercera manzana desde la Puerta Oeste. Se construyó a finales del periodo clásico o del periodo helenístico, entre 350 y 150 a. C. aproximadamente. La fase más antigua del edificio puede datar del periodo clásico, en el año 300 a. C., y es posible que fuera una casa privada convertida posteriormente en santuario. El edificio se modificó en la década de 100 a. C.
La interpretación del edificio se basa no solo en los hallazgos realizados en él, sino también en una inscripción encontrada en Priene, que data aproximadamente del año 130 a. C., en la que se menciona un santuario dedicado a Alejandro Magno en la ciudad. El edificio es posiblemente el mismo en el que vivió Alejandro en el año 334 a. C., cuando se encontraba en Priene y asediaba Mileto. Posteriormente se dedicó a su culto. Es posible que el culto fuera privado.
El edificio parecía una casa particular y constaba de un patio central rodeado de habitaciones en los lados norte, este y sur. La entrada se hacía desde la calle por el lado oeste. Todo el edificio medía aproximadamente 20,5 × 35,4 m. La sala norte tenía dos alas y se accedía a ella a través de un pronaos con columnas. El tamaño de la sala era de unos 19 × 9,2 m. Había tres salas pequeñas en el lado este del patio central y dos salas en el lado sur.
En el edificio se ha encontrado la siguiente inscripción, datada en torno a 200-130 a. C:

Ἔλαχε τὴν ἱερωσύν[ην·] Ἀναξίδημος Ἀπολλων[ίου·] εἰσίναι εἰς [τὸ] ἱερὸν ἁγνὸν ἐ[ν] ἐσθῆτι λευκ[ῆι.
Al hijo de Anaxemos, Apolonio, se le concedió el sacerdocio para entrar en el santuario con vestiduras blancas.

En la sala de abajo había una mesa de sacrificios y un foso de ofrendas. También se han encontrado en la sala un busto de mármol y una herma de Alejandro Magno e imágenes de terracota de Cibeles y Eros.